# Eric Sevareid
Arnold Eric Sevareid, född 26 november 1912 i Velva i North Dakota, död 9 juli 1992 i Washington, D.C., var en amerikansk författare och nyhetsjournalist på radio- och TV-bolaget CBS, där han arbetade mellan åren 1939 och 1977. Han var en av de så kallade "The Murrow's Boys", en grupp elitkorrespondenter som rapporterade för CBS under andra världskriget, under ledning av Edward R. Murrow. Han var också den första amerikanska journalisten att rapportera om Paris fall till Nazityskland år 1940.
Sevareid var, liksom sina föräldrar Alfred Eric och Clara Pauline Elizabeth Sevareid (född Hougen), norskamerikan och hade en stark koppling till Norge under hela sitt liv, samt betraktade sitt norska arv som en viktig del av sin identitet. Hans farfar, Erik Eriksen Sævareid, föddes den 3 november 1835 i Etne socken i dåvarande Hordaland fylke, och emigrerade redan som ung till USA, där han så småningom skulle komma att bosätta sig i Goodhue County i Minnesota, och gifta sig med den svenskättade Caroline Krogstron. Han hade också flera norska vänner, däribland programledaren, sångaren och journalisten Erik Bye.
Sevareid var gift tre gånger och fick totalt tre barn i två av äktenskapen. Med den första hustrun, Lois Finger, fick han tvillingsönerna Peter och Michael Sevareid, och med den andra hustrun, Belén Marshall, fick han en dotter vid namn Cristina Sevareid. Han gick bort i magcancer i Washington, D.C. den 9 juli 1992, 79 år gammal.